# كاي برغر
كاي برغر (بالألمانية: Kai Burger)‏ (9 نوفمبر 1992 بكولونيا في ألمانيا - ) هو لاعب كرة قدم ألماني في مركز الهجوم. لعب مع فورتونا كولن.

## وصلات خارجية
- كاي برغر على موقع قاعدة بيانات كرة القدم.إي يو (الإنجليزية)
- كاي برغر على موقع عالم كرة القدم.نت (الإنجليزية)